# Jeffrey Evans
Jeffrey Richard de Corban Evans, IV barone Mountevans, noto semplicemente prima come Jeffrey Evans titolato (EN)  Lord Mountevans (Göteborg, 13 maggio 1948), è un politico e nobile britannico, membro dei Lord del parlamento del Regno Unito.
Discendente da una famiglia gallese e nipote dell'ammiraglio sir Edward Evans, è un mediatore marittimo di Londra con «Clarkson plc».
È aldermanno della Città dal 4 luglio 2007 e tra il 2012 e il 2013 prestò servizio come sceriffo di Londra e ricoprì il ruolo di Lord-sindaco di Londra dal 13 novembre 2015 all'11 novembre 2016.

## Collegamenti esterni

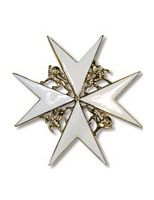
Placca dell'ordine di San Giovanni (KStJ)

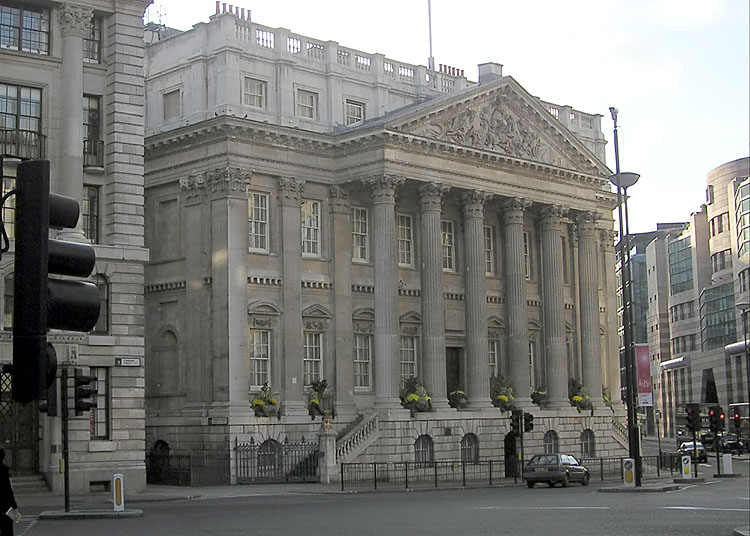
La «Mansion House» della Città di Londra.